# 埃阿喀得斯 (伊庇魯斯)
埃阿喀得斯（希臘語：Aἰακίδης，?—前313年），是摩羅西亞國王及伊庇魯斯聯盟統帥，也是阿利巴斯之子（Arymbas），阿爾塞塔斯一世的孫子。埃阿喀得斯在他堂兄弟亞歷山大一世於義大利戰死後繼承摩羅西亞王位，統治時間為前331年 - 前316年，第二次復位於前313年。
埃阿喀得斯娶了法薩盧斯的門農的女兒佛提雅，共生下皮洛士和兩個女兒黛達彌亞和特洛雅絲（Troias）。前317年，第二次繼業者戰爭爆發，他站在波利伯孔這一方，並幫助他的堂姐妹奧林匹亞絲重返馬其頓，由她保護亞歷山大大帝之子，當時年僅五歲的亞歷山大四世。隨後奧林匹亞絲遭受到卡山德進攻，埃阿喀得斯隨即進軍支援，但伊庇魯斯人此時厭惡為他效忠，發動叛變，並把埃阿喀得斯趕出王國。他的兒子皮洛士當時只有1歲，由一些忠心的僕役幫助下免於這次劫難。然而，前313年，伊庇魯斯人再度請埃阿喀得斯重登王位，卡山德立刻派遣他的兄弟腓力率領一支軍隊進攻埃阿喀得斯，在同年兩場戰役中大破伊庇魯斯聯軍，而埃阿喀得斯在第二場戰役中戰死。

## 外部連結
- The Ancient Library - Aeacides

| 前任： 亞歷山大一世 | 摩羅西亞國王及伊庇魯斯聯盟統帥 前331年–前313年      | 繼任： 馬其頓統治     |
| 前任： 馬其頓統治   | 摩羅西亞國王及伊庇魯斯聯盟統帥 (第二次在位) 前313年 | 繼任： 阿爾塞塔斯二世 |